# 4140 Branham
4140 Branham eller 1976 VA är en asteroid i huvudbältet som upptäcktes den 11 november 1976 av Félix Aguilar-observatoriet. Den är uppkallad efter Richard L. Branham.
Asteroiden har en diameter på ungefär 33 kilometer.